# آسوبو استودیو
آسوبو استودیو (انگلیسی: Asobo Studio) شرکت بازی ویدئویی فرانسوی است، که در سال ۲۰۰۲ تأسیس شد.